# 沙拉布尔格城堡

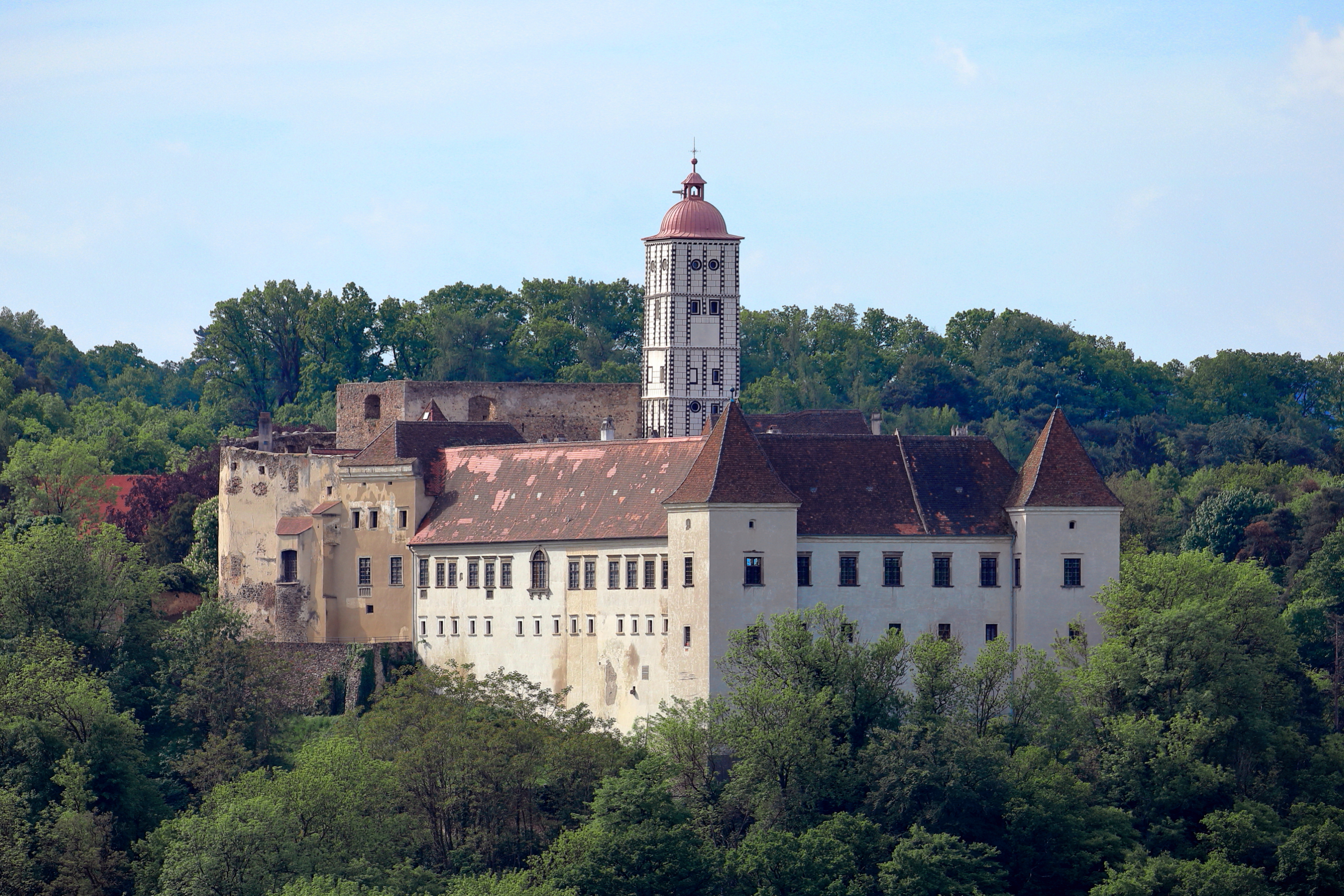
沙拉布尔格城堡

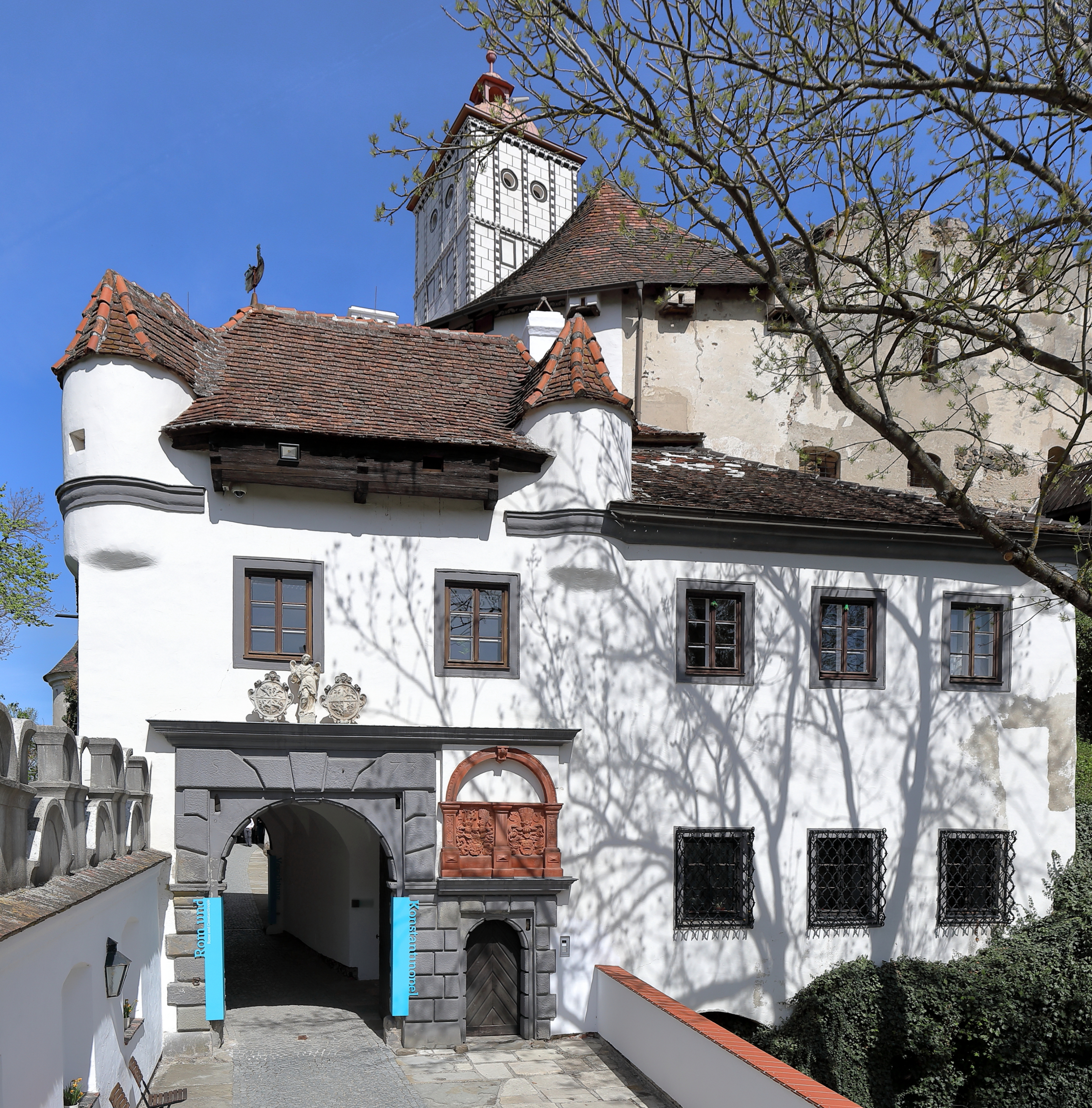

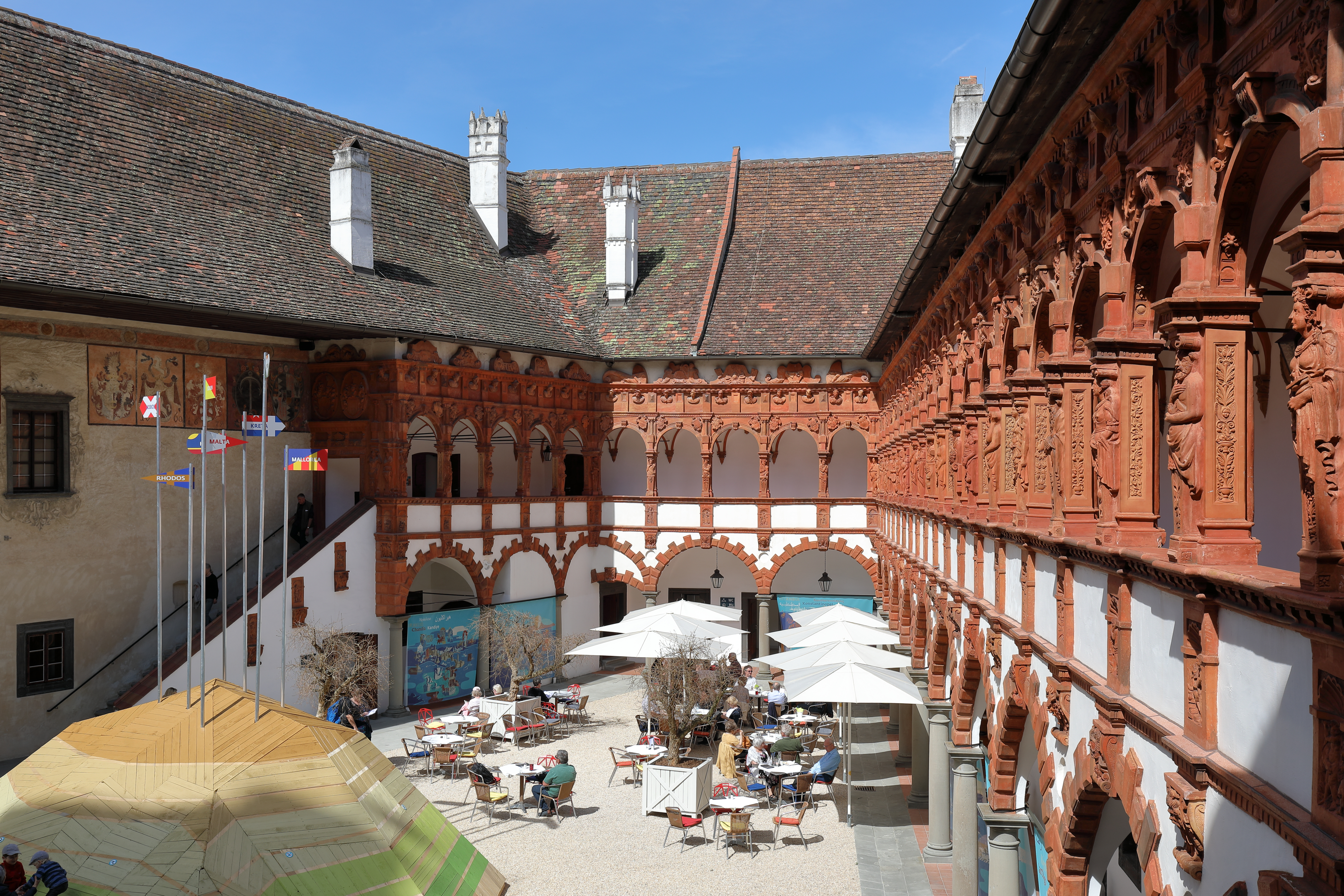

沙拉布尔格城堡（Schallaburg）是一个城堡，位于奥地利下奥地利州绍拉赫镇沙拉布尔格村，阿尔卑斯山以北的瓦豪河谷，距离梅尔克5公里。海拔310米。沙拉布尔格城堡建于16世纪，是奥地利最著名的文艺复兴风格城堡之一，现在是一座博物馆。

## 历史
1242年，该城堡首次见于文献记载。从13世纪到15世纪，城堡归泽尔京的领主所有。从1456年到1614年，沙拉布尔格城堡属于洛森斯泰因家族所有。16世纪，汉斯·威廉·冯·洛森斯泰因将其改建为文艺复兴风格，并将卢斯多夫教堂重建为文艺复兴风格的路德宗教堂。他还为贵族和非贵族青年创办了一所路德宗语法学校。1601年，汉斯·威廉·冯·洛森斯泰因去世，导致城堡仍欠下巨额债务。1614年，乔治·克里斯托夫·奥夫·洛森斯泰因的岳父乔治·冯·斯塔本伯格买下了这座城堡。1627年，根据斐迪南二世颁布的法律，教堂和学校关闭，他希望在下奥地利恢复天主教信仰。从17世纪到20世纪，这座城堡数次易主。1945年，城堡被俄国人没收，1955年，城堡成为奥地利共和国的财产。

## 博物馆

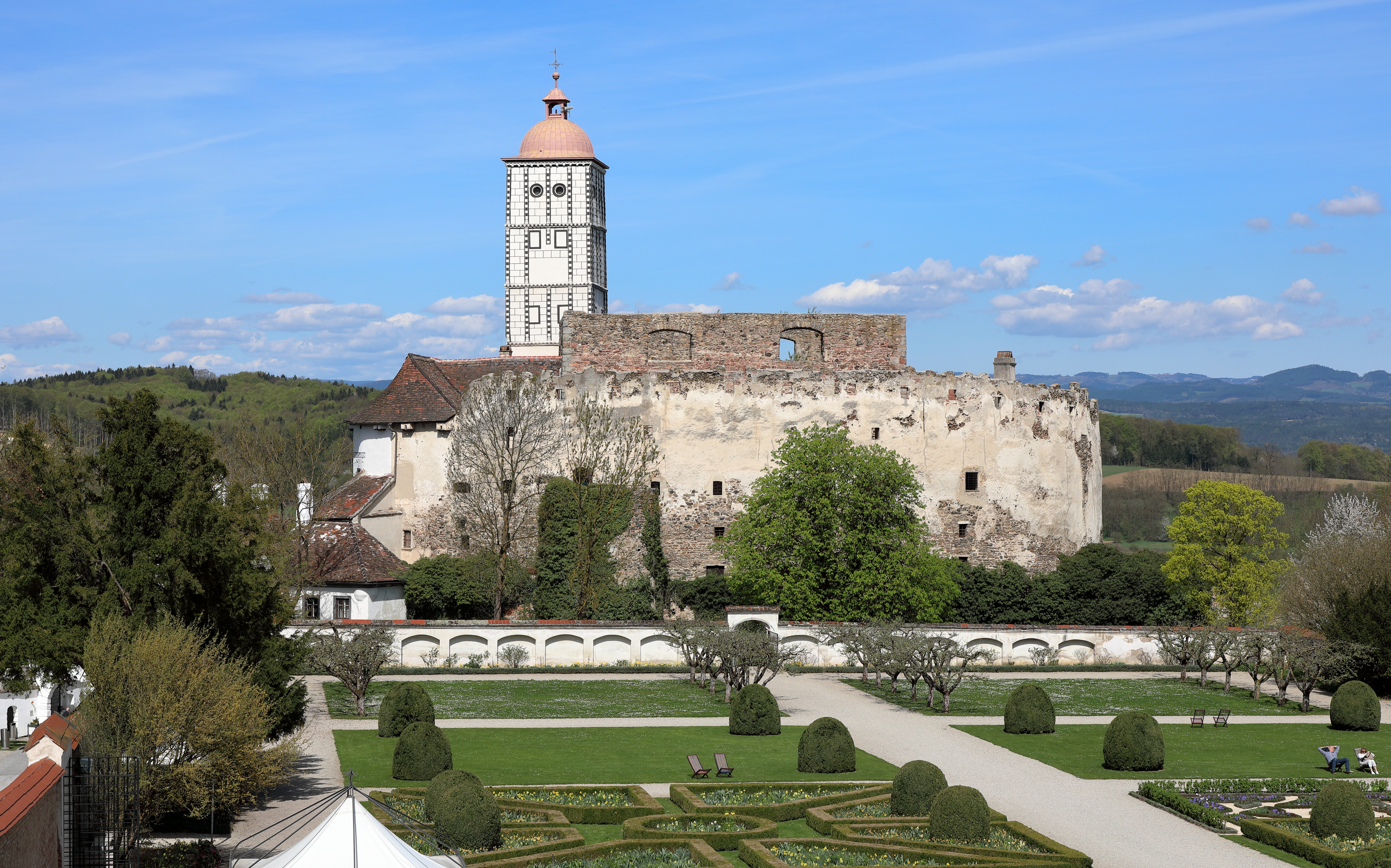
城堡东南侧

1969年，下奥地利州政府从共和国政府手中买下了这座城堡，进行修复。1974年，沙拉布尔格城堡作为博物馆开放。第一次展览的主题是文艺复兴。以后每年都有新的展览：2011年的主题是威尼斯，2012年的主题是拜占庭，2014年的主题是第一次世界大战，2015年的主题是维京人。